# USS Monterey (CVL-26)
O USS Monterey (CVL-26) foi um porta-aviões da Marinha dos Estados Unidos, pertencente a Classe Independence.

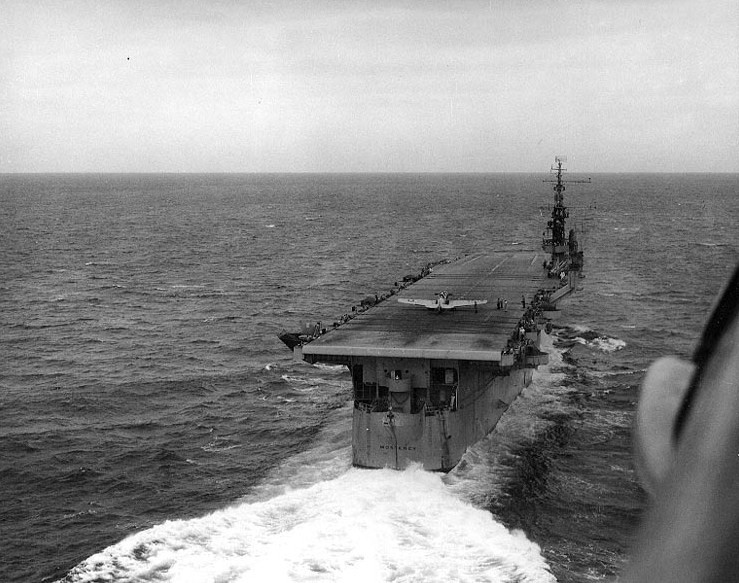
Monterey no Golfo do México 1951
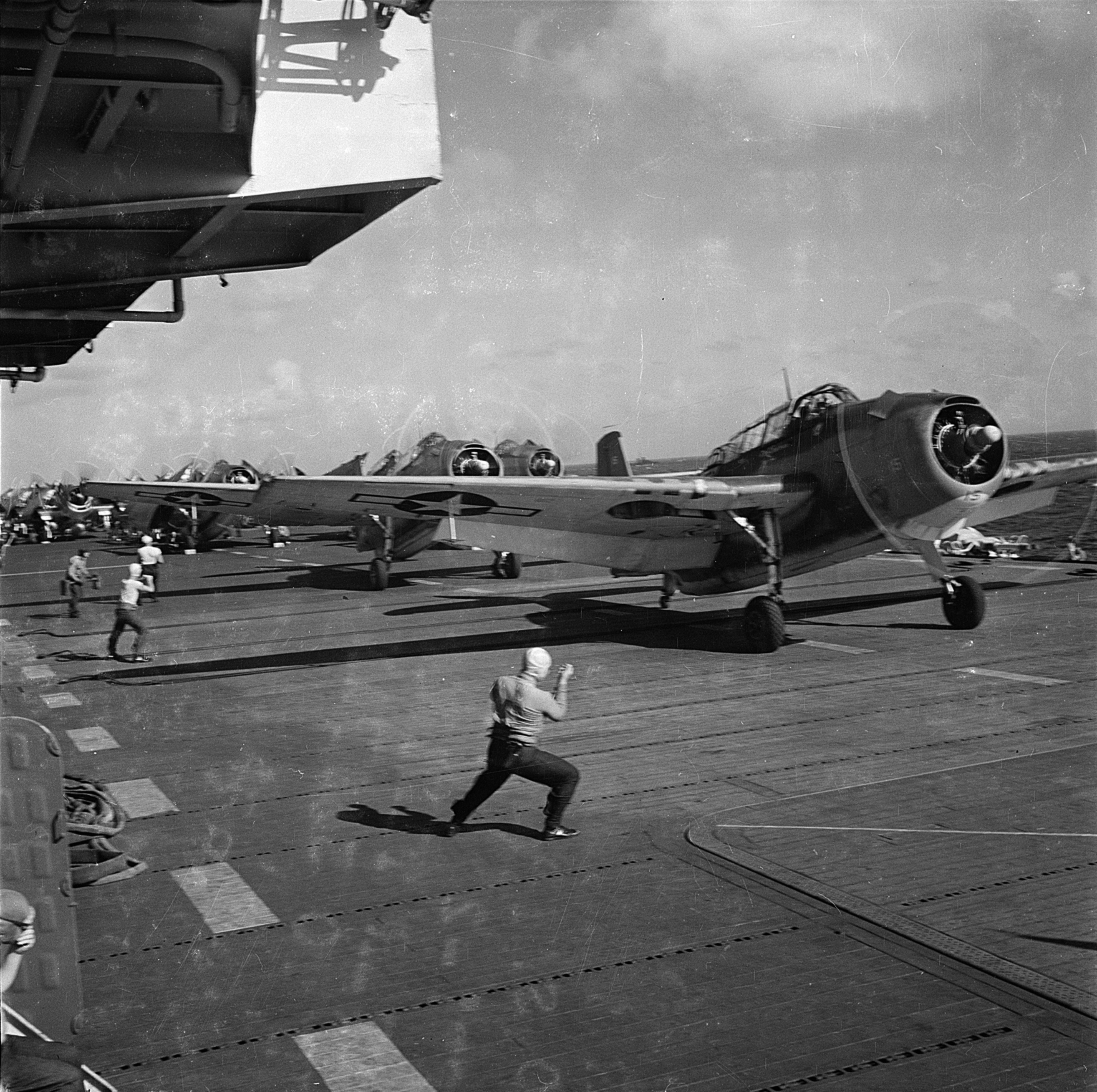
Monterey, durante o Tufão Cobra junho de 1944
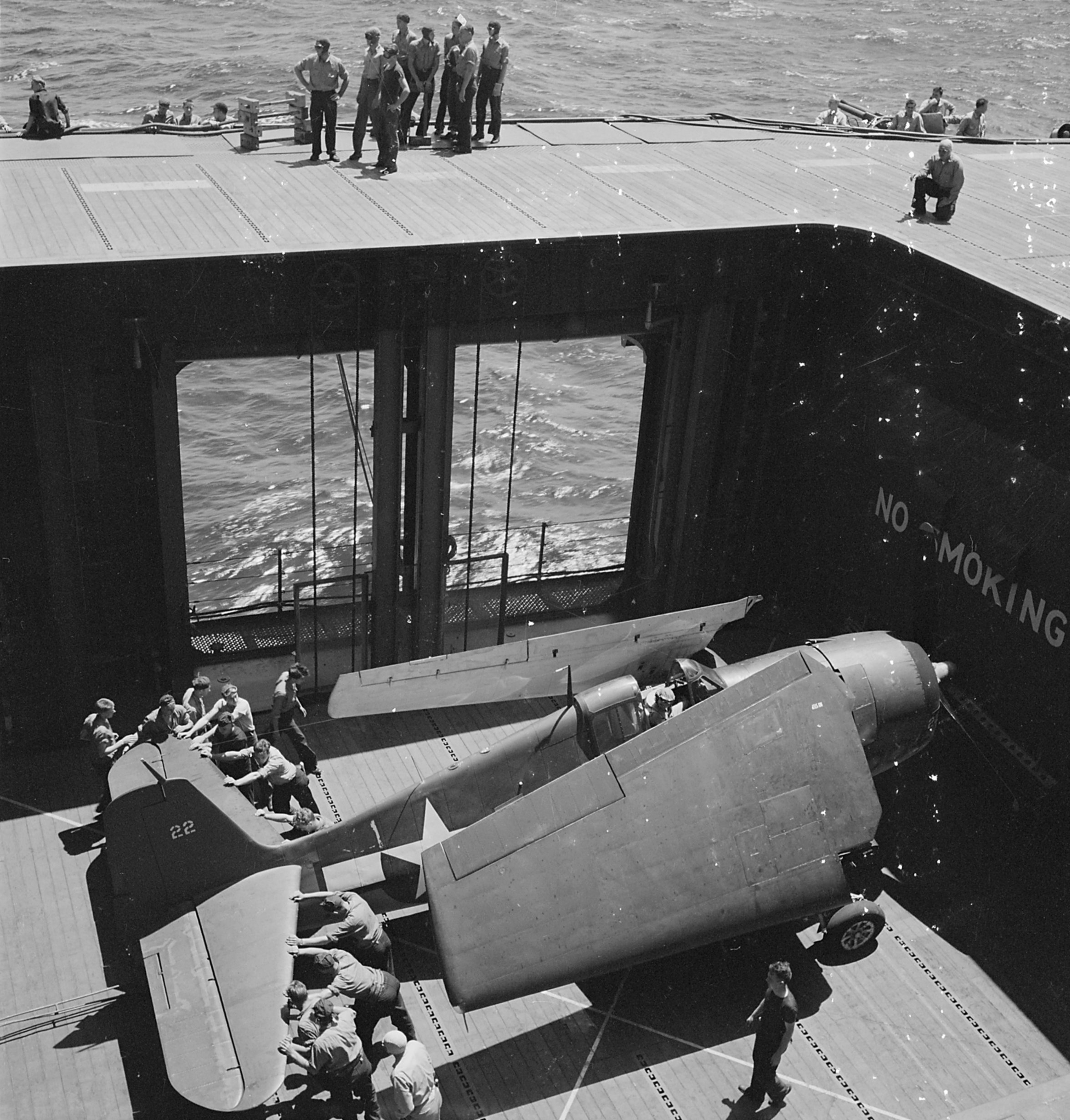
Um Grumman F6F Hellcat no elevador do Monterey.